# Martin Benka

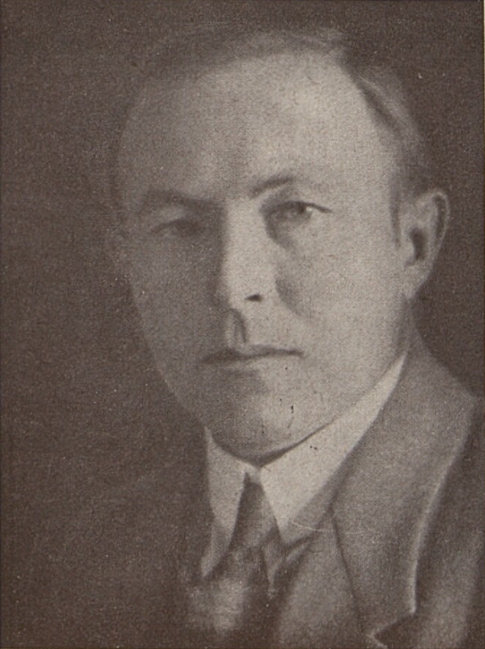
Martin Benka

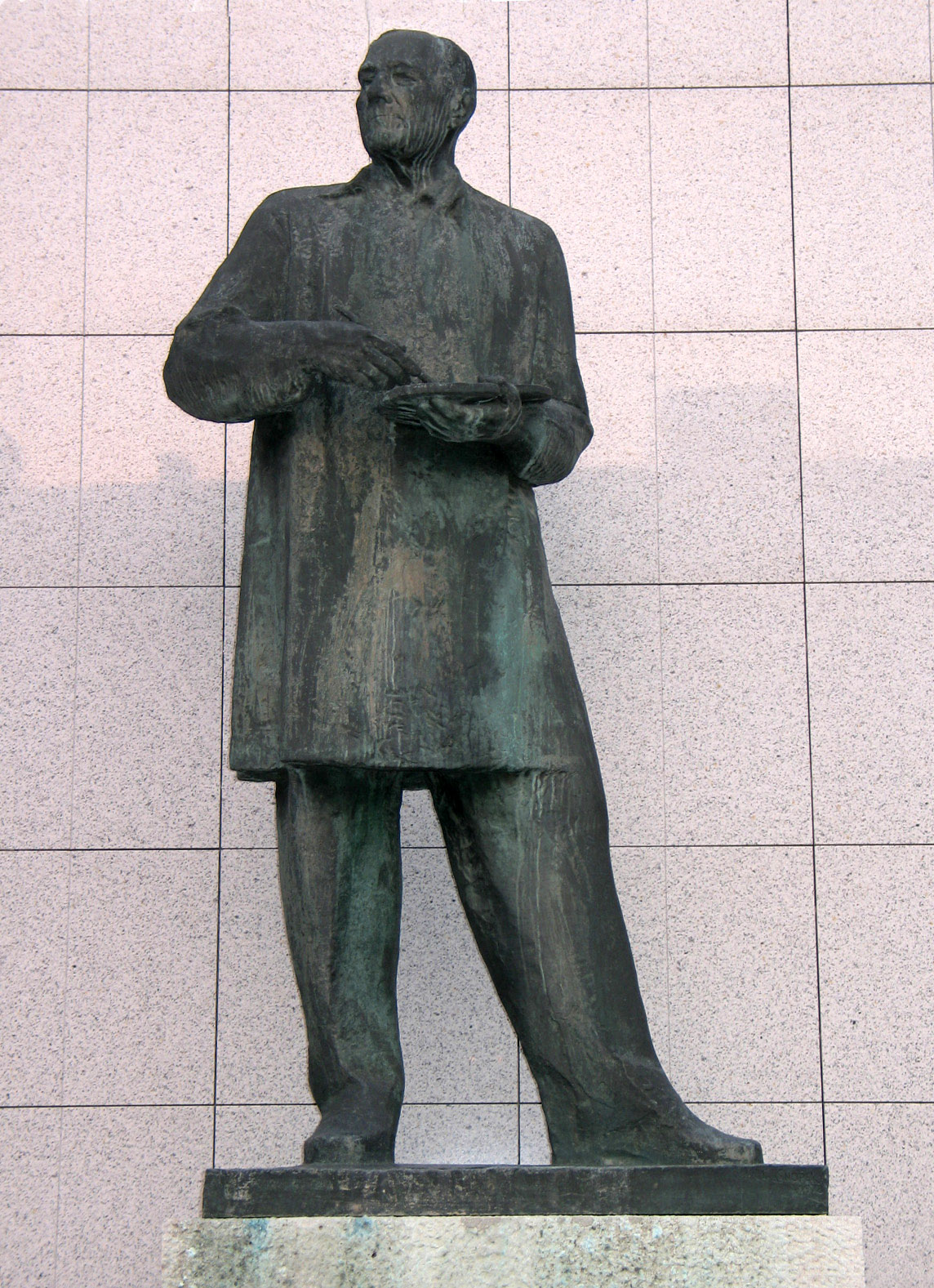
Denkmal Martin Benkas in Bratislava

Martin Benka (* 21. September 1888 in Kostolište; † 28. Juni 1971 in Malacky) war ein slowakischer Künstler des Expressionismus.
Benka gilt als einer der Begründer der modernen slowakischen Malerei. Seine künstlerische Ausbildung erhielt er in Hodonín und in Prag, wo er von 1913 bis 1939 als freischaffender Künstler wirkte. 1939 kehrte er in die Slowakei zurück und leitete in Martin eine Kunstschule. Benka war Mitglied im slowakischen Nationalrat.
Benka arbeitete als Maler, Grafiker und Illustrator. Daneben stammen auch Instrumentenstudien und zahlreiche Briefmarkenentwürfe von ihm. Sein ehemaliges Wohnhaus in Martin beherbergt heute das Martin-Benka-Museum.